# Friedhof am Glockenberg

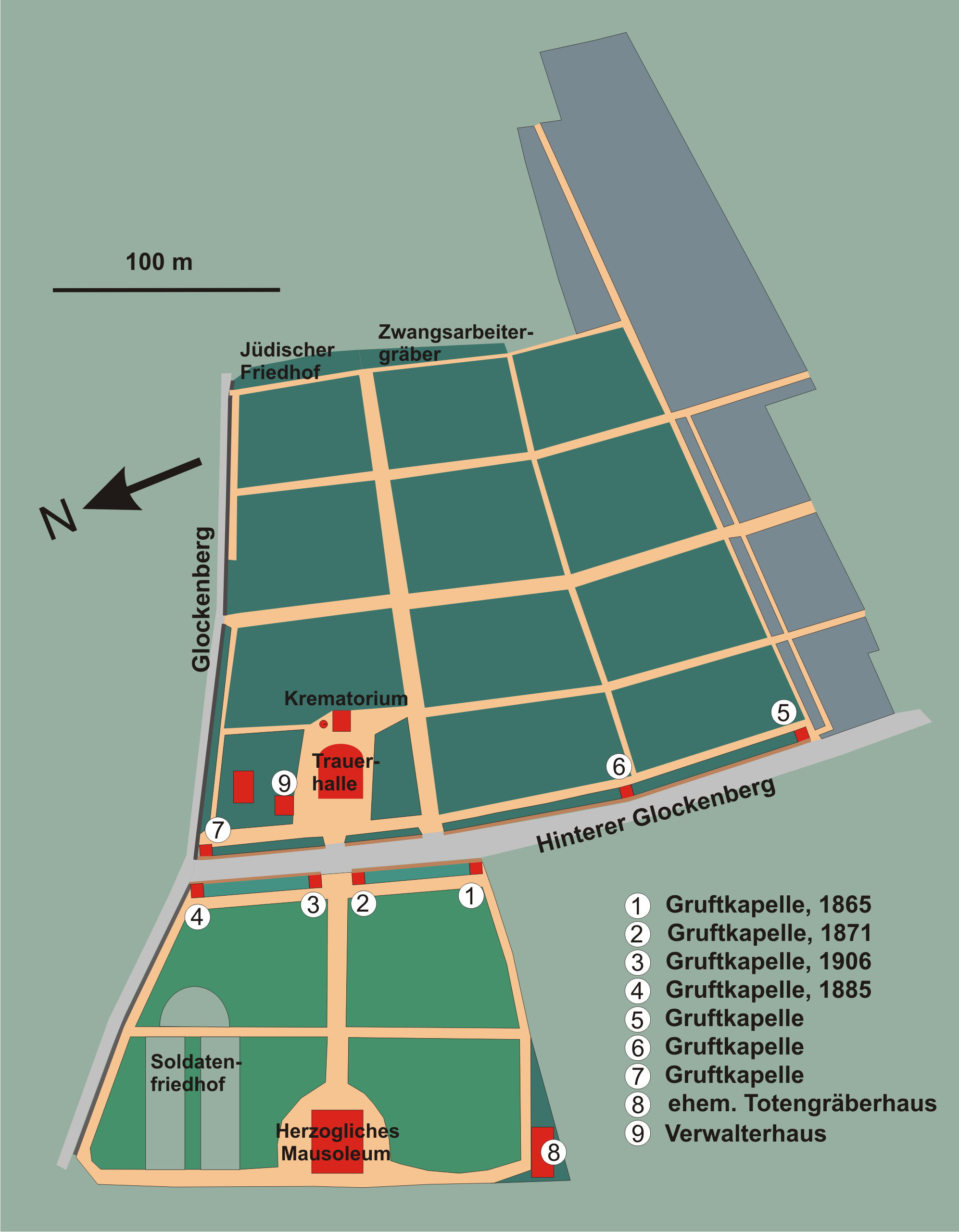
Friedhof am Glockenberg

Der Friedhof am Glockenberg ist die Begräbnisstätte der Stadt Coburg. Der westliche Teil des Friedhofs wurde von 1847 bis 1851 auf dem oberen Glockenberghügel als Ersatz für den Salvatorfriedhof angelegt. Von 1868 bis 1869 folgte die Erweiterung östlich der Straße Hinterer Glockenberg. Aufgrund seiner historischen Parkanlage sowie verschiedener Friedhofsbauten wird der Friedhof am Glockenberg als denkmalwürdige Gesamtanlage gewertet.

## Westlicher Friedhofsteil
Das städtische Gelände mit der heutigen Adresse Hinterer Glockenberg 4, 4a bestand zuvor aus Obstwiesen und wurde ab 1847 erschlossen. Der herzogliche Baurat Vincenz Fischer-Birnbaum gestaltete den Friedhof als parkartige Anlage mit dem Grundriss eines Trapezes. Im Zentrum steht das herzogliche Mausoleum, durch eine Allee auf der Hauptachse mit dem gegenüberliegenden Eingang verbunden. Die Hauptachse wird durch eine schmälere Querachse gekreuzt, wodurch die Friedhofsfläche in vier Bereiche unterteilt ist.

### Friedhofsbauten

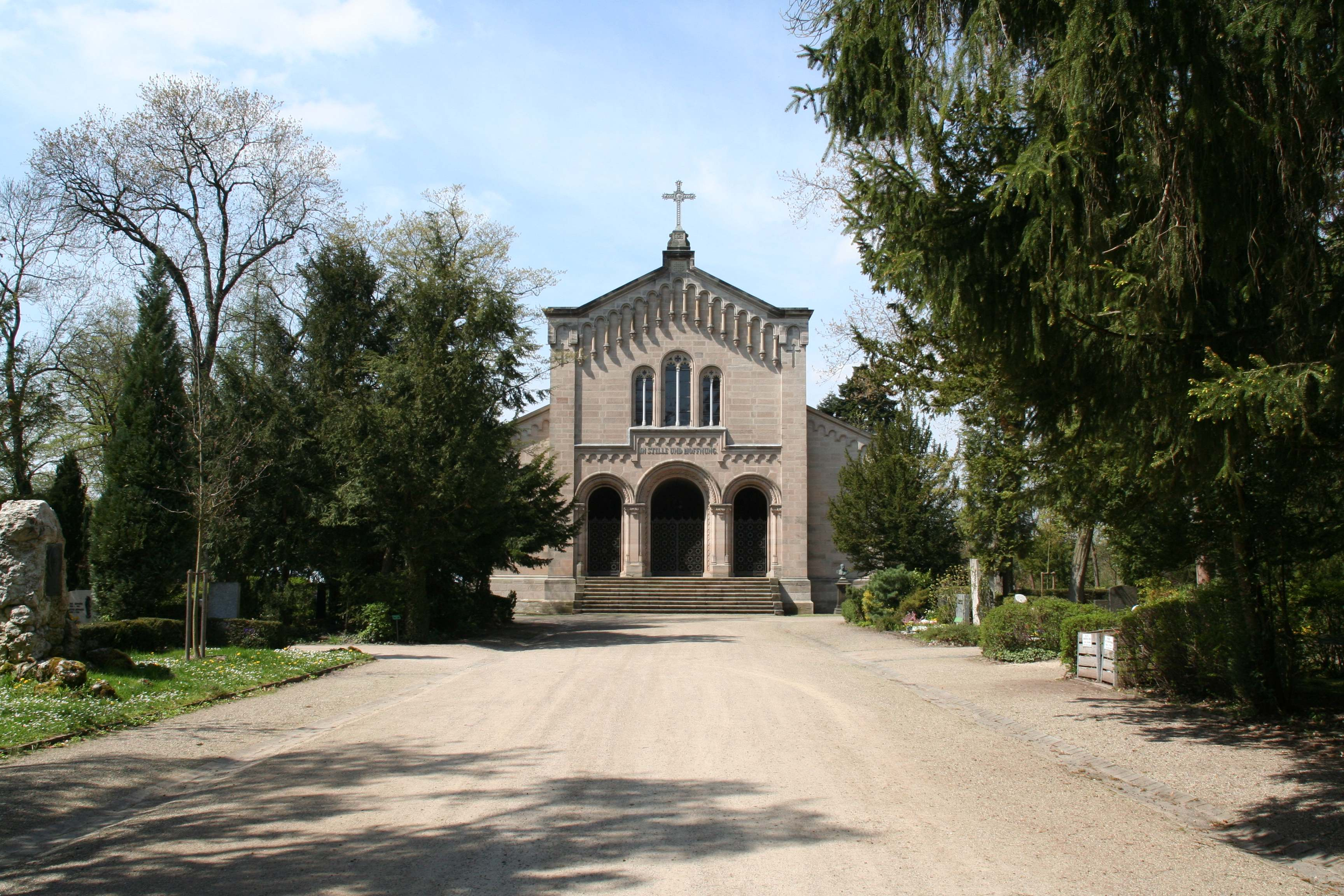
Herzogliches Mausoleum und Allee

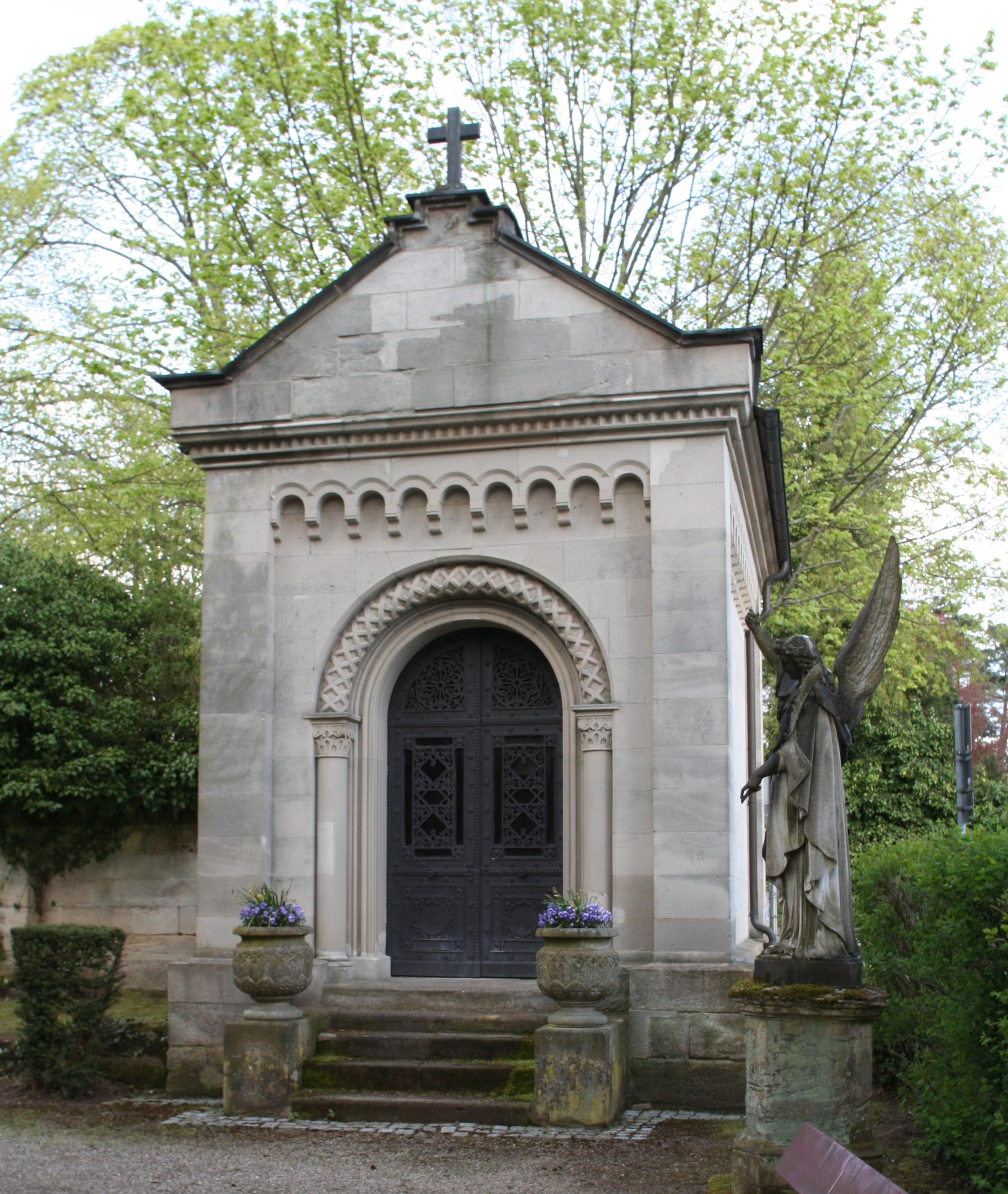
Stockmarsche-Gruftkapelle

Das ehemalige Totengräber- und Gärtnerhaus stammt aus dem Jahr 1851 und ist das älteste Gebäude des Friedhofs. Das zweiflügelige, eingeschossige Bauwerk aus Sandstein wird seit 1905 als Lager- und Werkstattgebäude genutzt.
Das Herzogliche Mausoleum wurde in den Jahren 1853 bis 1858 im Auftrag von  Ernst II. nach Plänen des Gothaer Stadtbaurates Gustav Eberhard für die Familienmitglieder des Fürstenhauses Sachsen-Coburg und Gotha errichtet. Die turmlose Begräbniskapelle hat die Form einer dreischiffigen romanischen Basilika. Im Inneren ist das Mausoleum als zweigeschossige Gruftkapelle mit einer quadratischen Kapelle und einer Empore im Obergeschoss gebaut. Im Erdgeschoss sind im nördlichen Gruftgang unter anderem die Herzöge  Ernst I. und  Ernst II. mit ihren Ehefrauen beigesetzt und im südlichen Alfred samt Gattin Maria sowie deren Sohn Alfred.
Seit 1859 wird der östliche Friedhofsteil nach Plänen von Julius Martinet durch eine neugotische Sandsteinmauer mit zinnenbekrönten Pfeilern abgeschlossen. Vier neuromanische Gruftkapellen, zwei an den Enden und zwei am Eingang, sind in die Mauer integriert. Die älteste Gruftkapelle stammt aus dem Jahr 1865. Der Hofmaurermeister Georg Rothbart errichtete sie im Stil der Neurenaissance im Auftrag von Prinzessin Victoria für Freiherr Christian Friedrich von Stockmar, der Leibarzt von Königin Victoria und Prinz Albert war.

### Grabstätten
Erwähnenswert sind die Grabmale verschiedener lokaler Persönlichkeiten, wie die des herzoglichen Kammerherrn Freiherr Martin von Rast, des Bildhauers August Sommer und des Malers Heinrich Höllein. Im nordwestlichen Gräberviertel liegt der Soldatenfriedhof für die Gefallenen des  Deutsch-Französischen Krieges, des Ersten Weltkrieges und des Zweiten Weltkrieges.

## Östlicher Friedhofsteil
Die östliche Erweiterung des Friedhofs, Hinterer Glockenberg 3a, im Stil des westlichen Teils, folgte ab 1863 mit der Errichtung eines Leichenhauses, das 1865 eröffnet wurde. Bis 1869 war die Vergrößerung um die zirka dreifache Fläche abgeschlossen. Im Jahr 1907 folgten auf dem Friedhofsteil nach Plänen des Coburger Stadtbaumeisters Max Böhme der Bau einer Trauerhalle, eines Krematoriums sowie eines Verwalterhauses. Nach 1945 kam es wiederum zu einer Erweiterung des Friedhofes nach Südosten in Richtung Kleiner Galgenleite.

### Friedhofsbauten

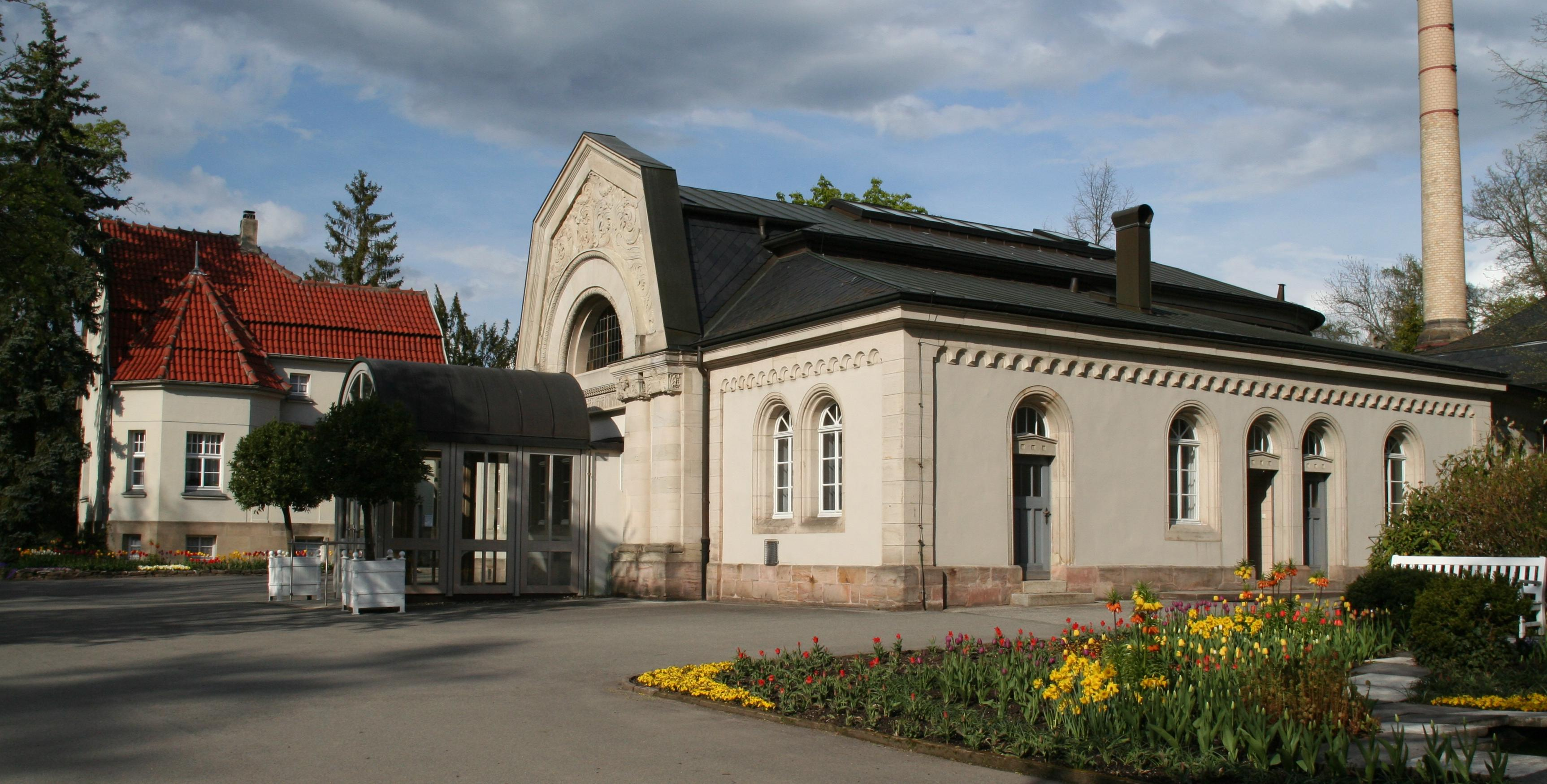
Trauerhalle und Wohnhaus

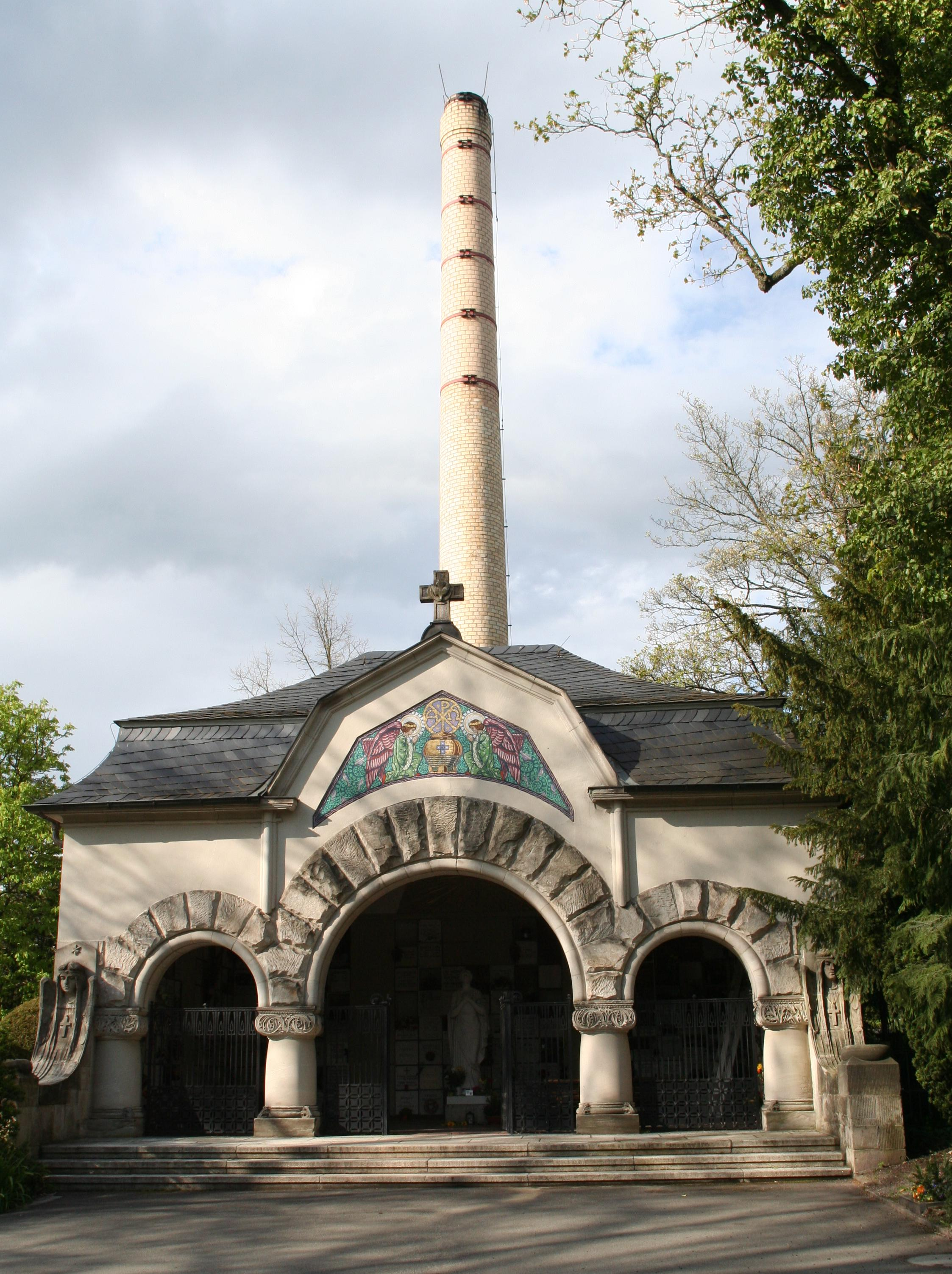
Krematorium

Entsprechend dem älteren Friedhofsteil besitzt auch der jüngere entlang der Straße Hinterer Glockenberg eine zinnenbekrönte Sandsteinmauer, in die aber nur drei romanisierende Gruftkapellen integriert sind. Das Leichenhaus wurde 1907 in eine Trauerhalle umgebaut. Das auch Aussegnungshalle genannte Gebäude liegt auf der Friedhofshauptachse gegenüber dem  Herzoglichen Mausoleum. Das eingeschossige Bauwerk weist ein Satteldach mit Oberlicht auf und ist durch eine reich ornamentierte Fassade mit neuromanischen und Jugendstilelementen gekennzeichnet.
Hinter der Trauerhalle ist das Krematorium mit einer Urnenhalle angeordnet. Es gehörte 1907 zu den ersten Anlagen in Deutschland. Das Bauwerk wurde mit Sandstein hergestellt und besitzt ein Mansardwalmdach. In der Urnenhalle ist das Standbild einer Trauernden nach einem Entwurf von Julius Eberle aufgestellt. Das eigentliche Krematorium befindet sich im Kellergeschoss und ist mit der Aussegnungshalle, in der unter anderem Kühlräume vorhanden sind, durch einen unterirdischen Gang verbunden. Der Kamin wurde 1982 aufgestockt. Unter anderem hatten hier Cosima Wagner und Houston Stewart Chamberlain ihre Feuerbestattung. Neben der Trauerhalle steht mit einer analogen Mansardgiebelfront ein zweigeschossiges Wohnhaus der Friedhofsverwaltung. Der Coburger Stadtbaumeister Max Böhme hatte das Ensemble von Trauerhalle, Krematorium und Verwaltungsgebäude entworfen.

### Grabstätten
Zu den erwähnenswerten Grabstätten zählen unter anderem die des Theatermalers Max Brückner, die von Christoph Florschütz, Erzieher und Berater von Ernst II. und Albert, und die der Familie Roepert-Hansen.

## Jüdischer Friedhof

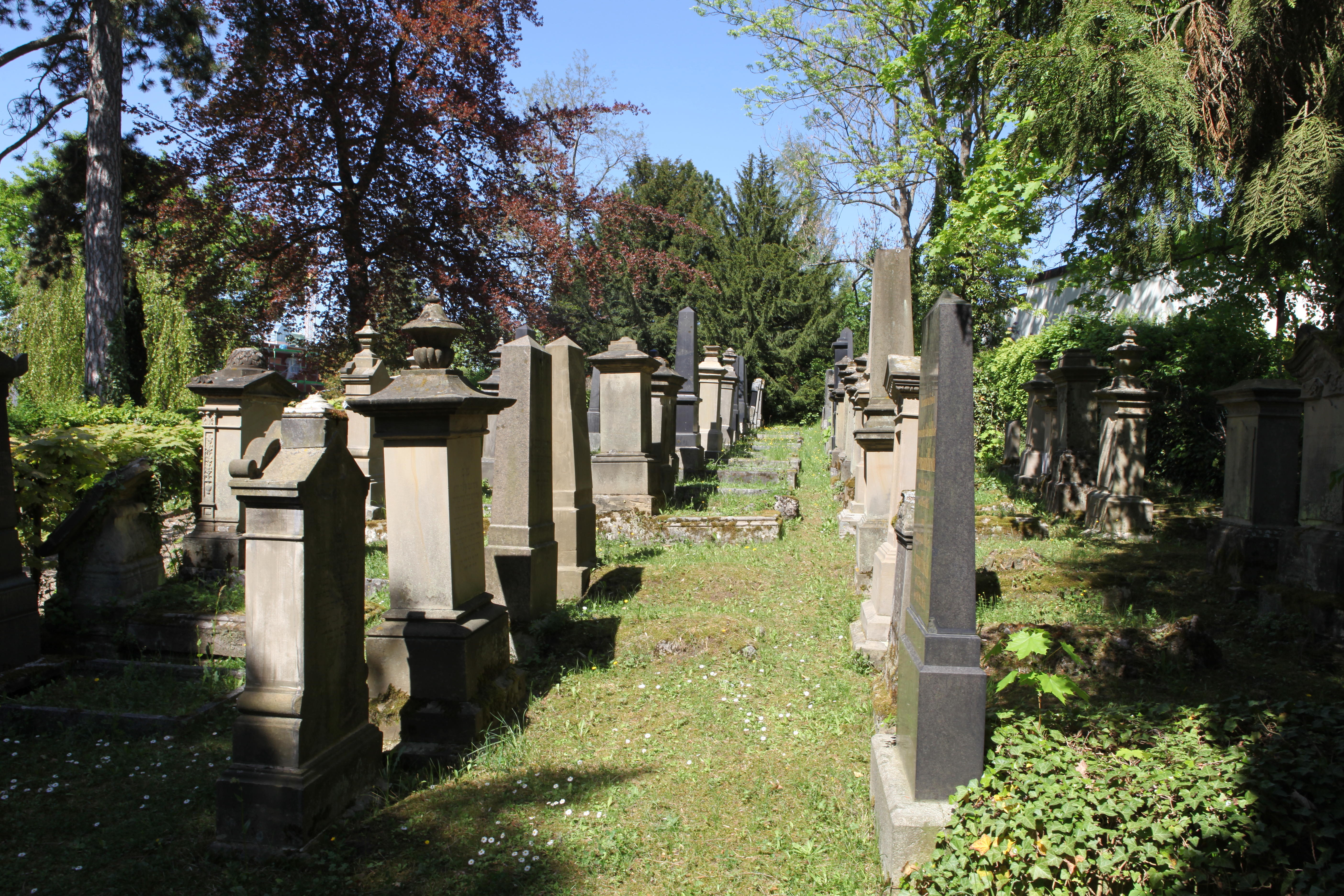
Jüdischer Friedhof

Im Jahr 1873 erwarb die Jüdische Gemeinde von der Stadt für 1600 Gulden am östlichen Ende 1450 Quadratmeter der damaligen Friedhofserweiterung für ein eigenes Bestattungsfeld. Die erste Beisetzung war am 12. Juli 1874.:S. 353 Über 200 Beerdigungen folgten. Die letzte war 1988.:S. 354 Der jüdische Friedhof ist vom allgemeinen Teil durch eine Hecke abgetrennt.
Rechts vom Eingang stehen drei Reihen von Grabsteinen (1941 und nach 1945), links ältere aus der Zeit vor und um 1900. Die ältesten Mazewot sind aus Sandstein, ab etwa 1900 aus dem beständigeren Marmor. Alle Grabsteine tragen eine hebräische und deutsche Inschrift.:S. 355 Daneben ist ein Gedenkstein mit den Namen von 48 Coburger Juden, die dem Nationalsozialismus zum Opfer fielen, vorhanden. Die Aufzählung ist aber unvollständig. Außerdem gibt es ein Ehrendenkmal von 1919 für die sieben im Ersten Weltkrieg gefallenen Mitglieder der Kultusgemeinde. Im nicht belegten Bereich wurden nach dem Untergang der jüdischen Kultusgemeinde 1942 die in Coburg während des Zweiten Weltkrieges verstorbenen Zwangsarbeiter aus Osteuropa bestattet.